# Neophreatoicus assimilis
Neophreatoicus assimilis är en kräftdjursart som först beskrevs av Charles Chilton 1894.  Neophreatoicus assimilis ingår i släktet Neophreatoicus och familjen Phreatoicidae. Inga underarter finns listade i Catalogue of Life.